# Списак владара Немачке
Однос краља и цара у Немачкој био је компликован због историје и структуре Светог римског царства.
- Свето римско царство је почело са крунисањем Карла Великог 800. године као цара Римљана. Краљевство Немачка настаје од источног дела Франачке која се поделила Верденским споразумом 843. године. Владари тог источног дела тада су себе звали rex Francorum (краљеви Франака). Придев немачки се не појављује до 11. века, када је папа прозвао свога непријатеља Хенрика IV краљем Теутонаца, али краљ је и даље себе звао краљ Римљана. Те титуле су опстале све до 1806. године. Међутим ти краљеви се накнадно називају краљевима Немачке да би се појаснили односи.
- Краљевство никад није било потпуно наследно. Краља је формално бирало највише племство, што је било у духу франачке традиције. Постепено се тај избор краља препушта групи кнежева-изборника. По одредбама из 1356, краља бира 7 кнежева од чега 4 свјетовна и 3 духовна.
- У средњем веку краљ није узимао титулу цар, све док га папа не крунише. Требало је да буде крунисан Гвозденом круном Ломбардије, да би добио титулу краља Италије. После тога би долазио код папе и папа би га крунисао за цара.
- Максимилијан I је био први краљ, који је после папиног одбијања да га крунише почео користити титулу „изабрани цар“. Његов наследник Карло V је био последњи цар, кога је папа крунисао.

## Каролиншка династија (817—911)
- Лудвиг Немачки (817—876) (до 840. под влашћу Луја I Побожног)
- Лудвиг Млађи — Источна Франачка, Саксонија (876—882), Баварска (879—882) 
  - Карломан Баварски — Баварска (876—879)
  - Карло Дебели — Немачка, Ретија (876—887)
- Карло Дебели (882—887), цар (881—887)
- Арнулф Карантински (887—899), цар (896—899)
- Лудвиг Дете (899—911)

## Конрадинска династија (911—918)
- Конрад I (911—918)

## Отонска династија (919—1024)
- Хенрик I Птичар, краљ (919—936)
  - Арнулф Лоши, антикраљ (919—921)
- Отон I, краљ (936), цар (962—973)
- Отон II , цар (973—983)
- Отон III, краљ (983), цар (996—1002)
- Хенрик II, краљ (1002), цар (1014—1024)

## Салијска (Франачка) династија (1024—1125)
- Конрад II, краљ (1024), цар (1027—1039)
- Хенрик III, краљ (1039), цар (1046—1056)
- Хенрик IV, краљ (1056), цар (1084—1105)
  - Рудолф од Рајнфелдена, антикраљ (1077—1080)
  - Херман Салмски, антикраљ (1081—1088)
  - Конрад од Италије, краљ (1087—1098) (под својим оцем)
- Хенрик V, краљ (1098—1125) (до 1105. под очевом влашћу), цар (1111—1125)

## Суплинбургер (1125—1137)
- Лотар III, краљ (1125—1137), цар (1125—1137)

## Хоенштауфен династија (1137—1254)
- Конрад III, антикраљ (1127—1135), краљ (1138—1152)
- Фридрих Барбароса, краљ (1152), цар (1155—1190)
- Хенрик VI, краљ (1190), цар (1191—1197)
  - Фридрих II, краљ (1197) (под очевом влашћу)
- Филип Швапски, краљ ривал (1198—1208)
- Отон IV (кућа Велф), краљ ривал (1208—1215), цар (1209—1215)
- Фридрих II, краљ (1212), цар (1220—1250)
- Конрад IV, краљ (1237—1254) (под очевом влашћу до 1250)
- Хајнрих Расп, антикраљ (1246—1247)

## Међупериод
- Виљем II Холандски, краљ (1247—1256)
- Ричард Корнволски, краљ ривал (1257—1272)
- Алфонсо X, краљ ривал (1257—1275)

## Различите куће
- Рудолф I Хабзбург, краљ (1273—1291)
- Адолф Вајлбуршки, краљ (1292—1298)
- Алберт I Хабзбург, антикраљ (1298), краљ (1298—1308)
- Хенрик VII (Луксембург), краљ (1308), цар (1312—1313)
- Лудвиг IV Баварски (Вителсбах), краљ ривал (1314), цар (1328—1347)
  - Фридрих I Хабзбург (Хабзбург), краљ ривал (1314—1322), корегент (1326—1330)
- Карло IV (Луксембург), антикраљ (1346), краљ (1347), цар (1355—1378)
  - Гинтер Шварцбург, антикраљ (1349)
- Вацлав IV (Луксембург), краљ (1378—1400)
- Рупрехт Палатинатски (Витлсбах), краљ (1400—1410)
- Сигисмунд, цар Светог римског царства (Луксембург), краљ (1410), цар (1433—1437)
  - Јобст Моравски (Луксембург), антикраљ (1410—1411)

## Хабзбург
- Алберт II Хабзбуршки, краљ (1438—1439)
- Фридрих III, краљ (1440), цар (1452—1493)
- Максимилијан I, краљ (1486) (под очевом влашћу до 1493), цар (1493—1519)
- Карло V, краљ (1519), цар (1530—1556)
- Фердинанд I, краљ (1531), цар (1556—1564)
- Максимилијан II, краљ (1562), цар (1564—1576)
- Рудолф II, краљ (1575), цар (1576—1612)
- Матијас, цар (1612—1619)
- Фердинанд II, цар (1619—1637)
- Фердинанд III, краљ (1636), цар (1637—1657)
- Фердинанд IV, краљ (1653—1654)
- Леополд I, цар (1658—1705)
- Јозеф I, краљ (1690), цар (1705—1711)
- Карло VI, цар (1711—1740)

## Вителсбах (1742—1745)
- Карло VII Алберт, цар (1742—1745)

## Кућа Хабзбург-Лорен (Лотарингија) (1745—1806)
- Франц I Стефан, цар (1745—1765), супруг Марије Терезије
- Јозеф II, цар (1765—1790)
- Леополд II, цар (1790—1792)
- Франц II, цар (1792—1806)

## Рајнска конфедерација
- Наполеон I Бонапарта (1806—1813)

## Немачка конфедерација (1814—1866)
- Франц I (Хабзбург-Лорен), председник конфедерације (1814—1835)
- Фердинанд IV (Хабзбург-Лорен), председник конфедерације (1835—1848)
- Надвојвода Јохан (Хабзбург-Лорен), регент немачког царства (1848—1849), изабран од франкфуртске скупштине
- Фридрих Вилхелм IV Пруски (Хоенцолерн), изабран 1849. за краља Немачке, али одбио круну
- Фрањо Јосип I (Хабзбург-Лорен), председник конфедерације (1849—1866)

## Северно-немачка конфедерација (1867—1871)
- Вилхелм I Немачки (Хоенцолерн), председник конфедерације (1867—1871), касније краљ

## Немачко царство (1871—1918)

### Хоенцолерн
- Вилхелм I Немачки, цар (1871—1888)
- Фридрих III Немачки, цар (1888)
- Вилхелм II Немачки, цар (1888—1918)